# Heinrich Barkow

Plakat für den Zauberkünstler Alois Kassner, um 1919, gedruckt von Heinrich Barkow

Heinrich Christian Ludwig Barkow (* 18. Juni 1842 in Gollnow; † 31. Dezember 1903 in Altona) war ein deutscher Lithograph.

## Wirken
Heinrich Barkow gründete 1871 in Altona auf der Reichenstraße 18, eine Druckerei. Er druckte, ähnlich wie sein Kollege Adolph Friedländer, Plakate für Künstler im Steindruckverfahren.
Von Februar bis Dezember 1919 druckte die Firma Barkow die Vereinszeitschrift Magie des Magischen Zirkels von Deutschland.
Nachgewiesen sind mehrere Plakate für den Zauberkünstler Alois Kassner aus dessen Anfangszeiten zwischen 1917 und 1920.
Die Firma Barkow ging 1972 in den Besitz der Familie Schwarz über und ist heute (2015) immer noch als Druckerei (Offset) in Betrieb.
2015 widmete die Galerie-W den Lithographen Heinrich Barkow und Adolph Friedländer eine Sonderausstellung.